# 行政拘留
行政拘留，又稱行政監禁，是指国家政府未经审判便对个人进行逮捕和拘留。许多国家使用行政拘留這一措施作为打击恐怖主义以及叛乱、控制非法移民的手段。 不過这种做法被人权组织批评为侵犯公民权利和政治权利(對政治反對派使用該措施合法化。在許多情況下，它們在刑法典中被記錄為「緊急措施」或「內部安全」法律)。
拘留的地方稱為特殊看守所。

## 实例

### 亞美尼亞
人權觀察批評亞美尼亞沒有全面改革其從前蘇聯繼承的法律框架，也未能使其行政拘留制度符合現行國際規範。在2003年總統選舉期間，亞美尼亞員警任意適用授權行政拘留的《行政犯罪法》，將數十名反對派活動分子和支援者關押長達10天。

### 以色列
以色列國防軍及「沙巴斯」（Shabas，以色列監獄管理局）慣用行政拘留逮捕巴勒斯坦潛在威脅者，不論婦女與兒童。由於使用次數頻繁，已多次受國際人權組織譴責違反聯合國公民權利及政治權利國際公約。行政拘留被相信是以色列加速佔領巴勒斯坦的手段之一。在此法規下，以色列當局可因不必透露的「機密證據」，而逮捕未有犯罪事實的巴勒斯坦人，將其拘禁於以色列監獄。拘期由六個月至數年不等，而且以色列當局不經法庭審理的正常程序，也无需提出指控就能延長行政拘留期限，犯人無法得知自己遭指控的原因，亦不得循法律途徑辯護。
據以色列國內人權組織「卜采萊姆」調查統計，自1989年至今，光在政府願意提供的數據裡，每個月就有數百至數千名巴勒斯坦人被行政拘捕。巴勒斯坦人權團體「Addameer」統計，2017年巴勒斯坦人響應獄中政治犯絕食抗爭運動期間，以色列監獄裏約6500名巴勒斯坦囚犯中，有536名屬於行政拘留。遭行政監禁的人數逐年上升，2015年以來，18歲以下遭行政拘留的巴勒斯坦兒童大幅增加。

### 中华人民共和国
指對違反《中華人民共和國治安管理處罰法》的一般違法行為給予的一種最嚴厲制裁，屬於行政處罰的一種。治安拘留最高期限為20日，期滿即釋放。行政拘留由縣級及以上級別公安機關的行政責任人（即局長）簽字批准，在公安機關所屬行政拘留所執行。對拘留不服的，可提起行政複議、行政訴訟。根據全國人大常委會的決定，國家安全機關和武警部隊也被授予了行政拘留處罰執行權。

### 日本
在日本，移民拘留是根据 1951 年第 319 号法案 (ICRRA) 《移民控制和难民承认法》的一种行政拘留形式。未成年人和寻求庇护者也可能受到行政拘留。

### 印度
印度1980年的《國家安全法》授權中央政府和邦政府拘留某人，以防止他/她以任何有損於印度安全、印度與外國關係、維持公共秩序或維持對社區至關重要的用品和服務的方式行事。該法案還賦予政府拘留外國人的權力，以規範他的存在或將其驅逐出境。該法案於1980年在英迪拉·甘地政府期間通過。最長拘留期限為12個月。該命令也可由地區治安法官或各自管轄範圍內的警察局長下達，但拘留情況應連同下達命令的理由一併報告。《國家安全法》以及其他允許預防性拘留的法律因其涉嫌濫用而受到廣泛批評。即使在和平時期，該法案的一些章節的憲法有效性也被描述為不合時宜。

### 英國
多年來，聯合王國一直實行多種形式的行政拘留。最近的形式是一系列法案，旨在根據1974年《防止恐怖主義（暫行規定）法》向北愛爾蘭實行一種行政拘留形式。該法允許安全部隊不經審判就逮捕和拘留涉嫌從事恐怖活動的人，期限不限。該法案的出臺直接導致了拘留營的建立（特別是Long Kesh（迷宮）和HMS Maidstone監獄船，嫌疑人被關押在那裡，有些被拘留了很長時間。 1974年法令在20世紀末和21世紀初進行了多次修訂，最近的一次是2005年《防止恐怖主義法令》，該法令引入了管制令的概念，管制令本身是一種在政治上更可口的手段，可以限制嫌疑人的自由，而不需要向法院提供任何不法行為的初步證據。